# Strada europea E13
La strada europea E13 è un asse viario misto di classe A intermedia Nord-Sud.
Collega la città inglese di Doncaster a Londra, restando interamente in territorio inglese. 
Come tutte le strade europee nel Regno Unito non è indicata in nessun luogo.

## Percorso
| E13 DONCASTER - LONDRA |                     |                  |
| Tipologia              | Tratto              | Interconnessioni |
| M1                     | Doncaster-Leicester | E15, E22         |
| M1                     | Leicester-Londra    | E15, E30, E70    |